# Pfarrkirche Eidenberg

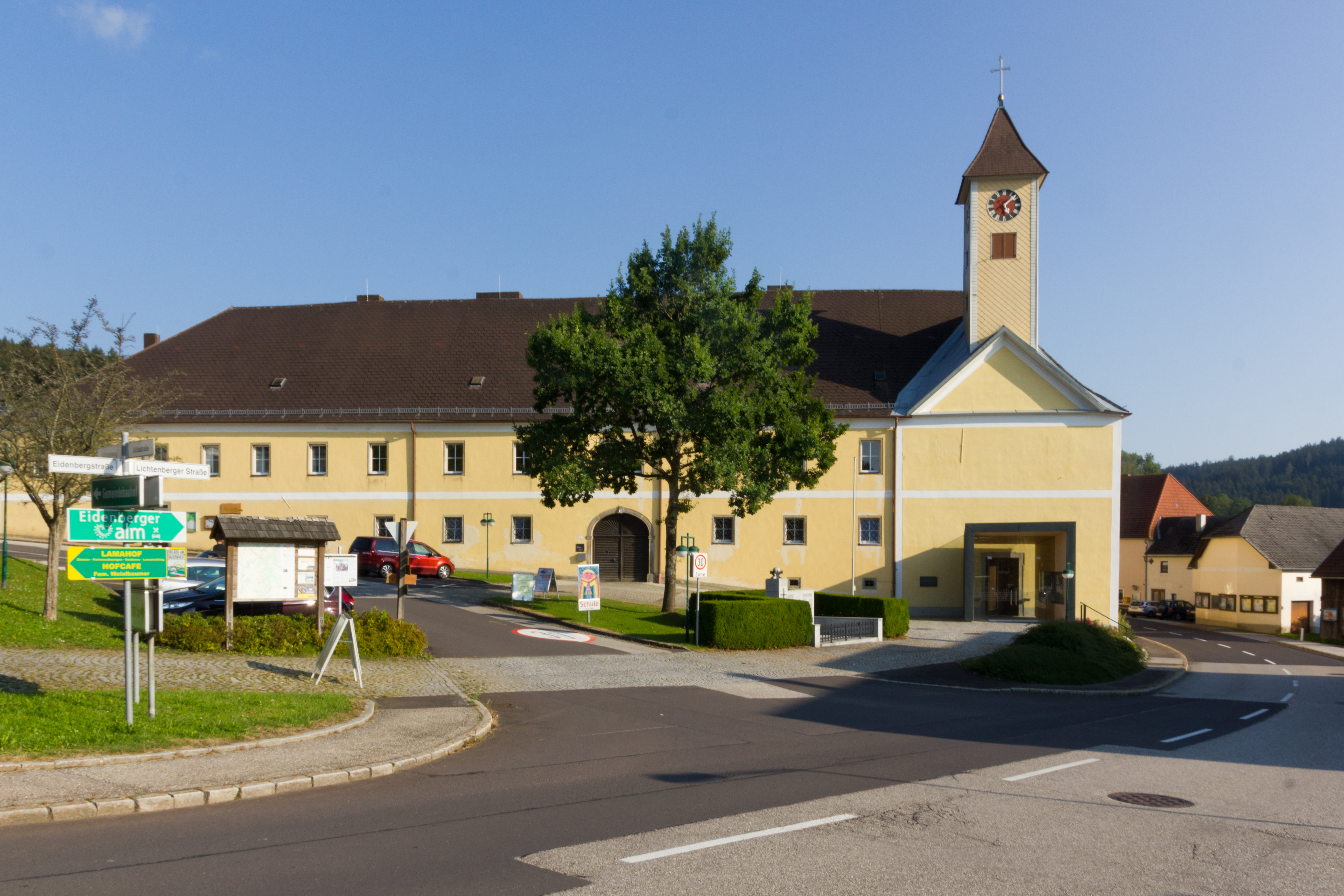
Katholische Pfarrkirche Göttlicher Heiland in der Wies in Eidenberg

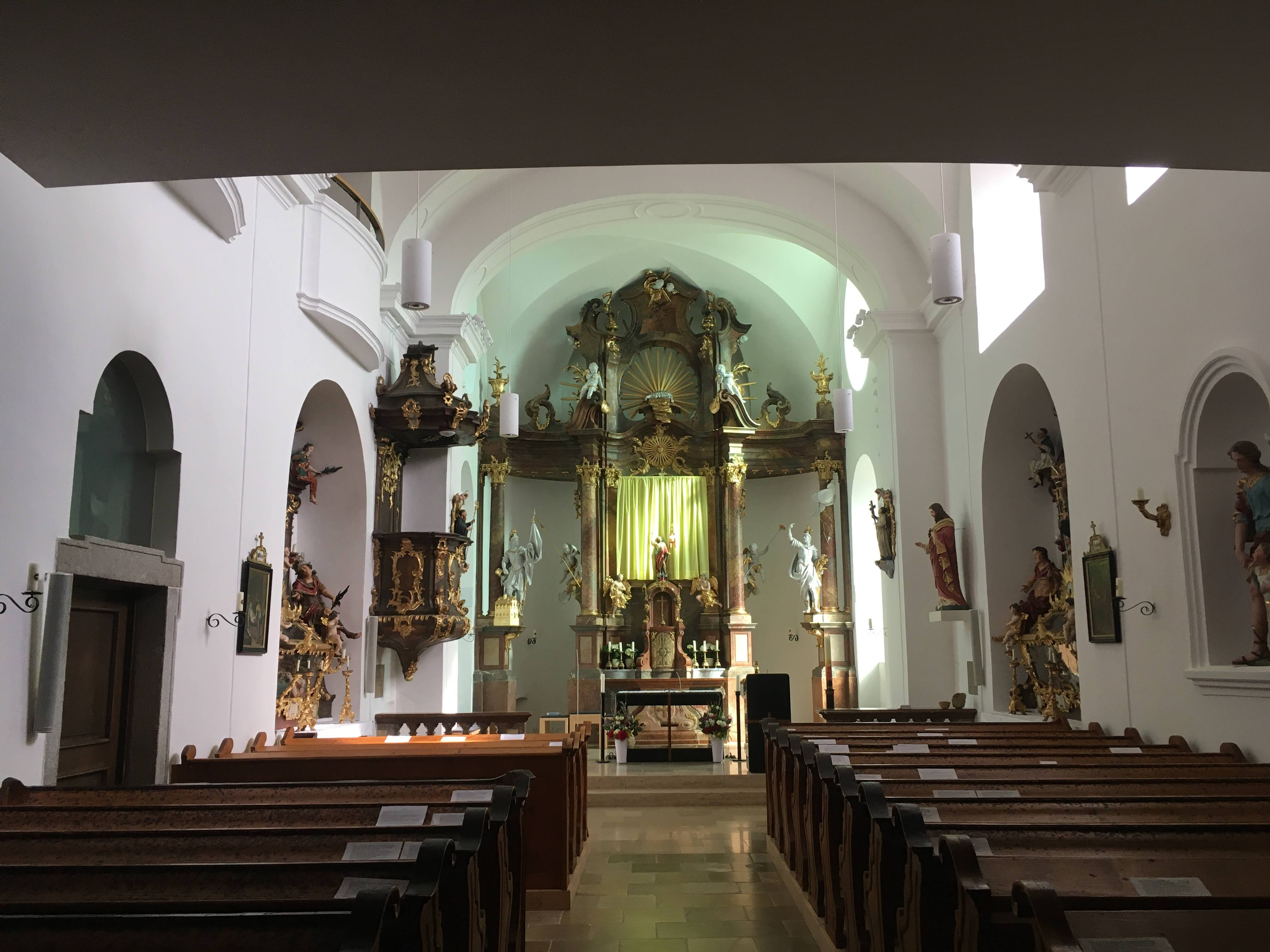
Langhaus, Blick zum Chor

Die römisch-katholische Pfarrkirche Eidenberg steht in der Gemeinde Eidenberg im Bezirk Urfahr-Umgebung im Mühlviertel in Oberösterreich. Die dem Patrozinium Göttlicher Heiland in der Wies unterstellte Pfarrkirche gehört zum Dekanat Ottensheim in der Diözese Linz. Der Meierhof mit Kirche des Stiftes Wilhering steht unter Denkmalschutz (Listeneintrag).

## Geschichte
Die Schlosskapelle des Meierhofes des Stiftes Wilhering wurde von 1741 bis 1749 erbaut. Die Kirche wurde 1923 und 1979 restauriert.
1941 wurde die Kirche eine Kooperationsexpositur der Pfarrkirche Gramastetten.

## Architektur
Die kleine spätbarocke Kirche bildet die Südwestecke einer vierflügeligen Anlage mit Pfarrhof, Kindergarten und dem Pfarrheim als ehemaliges Forsthaus.

## Einrichtung
Der Rokoko-Hochaltar aus der Mitte des 18. Jahrhunderts hat einen lockeren Aufbau, der das gesamte Polygon ausfüllt, der Mittelteil als Säulenretabel mit einer Figurennische und einem bewegten Auszug hat mit einer Art Baldachin verbundene seitliche pilasterhinterlegte Säulen. Die Nischenfigur Christus vor der Geißelsäule entstand im vierten Viertel des 19. Jahrhunderts, außen gerahmt durch Putten mit den Leidenswerkzeugen aus der Mitte des 18. Jahrhunderts, an den seitlichen Säulen stehen die Figuren der Heiligen Donatus und Florian in der Art des Bildhauers Johann Georg Übelherr.
Die Orgel baute Leopold Breinbauer 1904 in einem neobarocken Gehäuse aus der Mitte des 18. Jahrhunderts.

## Grabdenkmäler
- Es gibt schlichte Grabdenkmäler mit Inschriften zu Pater Guido Pisreiter und Robertus Pachner beide 1778 und zu Carolus Stögmayer 1784.